# Transferobjekt
Das Transferobjekt oder Datentransferobjekt (engl. Data Transfer Object; Abkürzung DTO) ist ein Entwurfsmuster aus dem Bereich der Softwareentwicklung. Es dient zur Bündelung mehrerer Datenfelder in einem Objekt, sodass diese durch einen einzigen Programmaufruf übertragen werden können. Transferobjekte werden in verteilten Systemen eingesetzt, um mehrere zeitintensive Fernzugriffe durch einen einzigen zu ersetzen.

## Implementierung
Meistens werden für die Attribute von Transferobjekten nur eine begrenzte Auswahl an Datentypen zugelassen: primitive Datentypen, einfache Klassen und andere Transferobjekte. Alternativ kann das Transferobjekt auch Funktionen zur Serialisierung und Deserialisierung anbieten, welche das DTO in ein übertragbares Format (z. B. ein Binärformat) und zurück umwandeln können.
Zusätzlich muss darauf geachtet werden, dass keine komplizierten Beziehungen zwischen den Transferobjekten entstehen, da diese zu Schwierigkeiten bei der Übertragung der Daten auf andere Systeme und der dort stattfindenden Rekonstruktion der DTOs führen können. Empfehlenswert ist eine einfache Hierarchie, deren Klassendiagramm ein Baum ist.

## Terminologie
Ein Transferobjekt ist nicht das gleiche wie ein Wertobjekt.